# Nazionale maschile di hockey su ghiaccio della Norvegia
La nazionale di hockey su ghiaccio maschile della Norvegia (Norges herrelandslag i ishockey) è la squadra che rappresenta la Norvegia durante le Olimpiadi Invernali e i Mondiali di Hockey. è formata dai migliori giocatori che giocano in patria o all'estero. La Nazionale norvegese viene gestita dalla Federazione di Hockey su ghiaccio norvegese (Norges Ishockeyforbund).

## Risultati ai Campionati mondiali
| Edizione | Sede                                     | Piazzamento                                               |        |
| -------- | ---------------------------------------- | --------------------------------------------------------- | ------ |
| 1920     |                                          | n/d                                                       |        |
| 1924     |                                          | n/d                                                       |        |
| 1928     |                                          | n/d                                                       |        |
| 1930     |                                          | n/d                                                       |        |
| 1931     |                                          | n/d                                                       |        |
| 1932     |                                          | n/d                                                       |        |
| 1933     |                                          | n/d                                                       |        |
| 1934     |                                          | n/d                                                       |        |
| 1935     |                                          | n/d                                                       |        |
| 1936     |                                          | n/d                                                       |        |
| 1937     | Londra                                   | 9º posto                                                  | roster |
| 1938     | Praga                                    | 13º posto                                                 | roster |
| 1939     |                                          | n/d                                                       |        |
| 1947     |                                          | n/d                                                       |        |
| 1948     |                                          | n/d                                                       |        |
| 1949     | Stoccolma                                | 8º posto                                                  | roster |
| 1950     | Londra                                   | 6º posto                                                  | roster |
| 1951     | Parigi                                   | 4º posto                                                  | roster |
| 1952     | Oslo (Olimpiadi invernali)               | 9º posto                                                  | roster |
| 1953     |                                          | n/d                                                       |        |
| 1954     | Stoccolma                                | 8º posto                                                  | roster |
| 1955     |                                          | n/d                                                       |        |
| 1956     | Berlino Est (Non ufficiale)              | 11º posto (2º posto nel Gruppo B)                         | roster |
| 1957     |                                          | n/d                                                       |        |
| 1958     | Oslo                                     | 7º posto                                                  | roster |
| 1959     |                                          |                                                           | roster |
| 1960     |                                          | n/d                                                       |        |
| 1961     | Ginevra e Losanna                        | 10º posto                                                 | roster |
| 1962     | Colorado Springs e Denver                | 5º posto                                                  | roster |
| 1963     | Stoccolma                                | 9º posto (1º posto nel Gruppo B)                          | roster |
| 1964     |                                          | n/d                                                       |        |
| 1965     | Tampere                                  | 8º posto                                                  | roster |
| 1966     | Zagabria                                 | 12º posto (4º posto nel Gruppo B)                         | roster |
| 1967     | Vienna                                   | 11º posto (3º posto nel Gruppo B)                         | roster |
| 1968     |                                          | n/d                                                       |        |
| 1969     | Lubiana                                  | 11º posto (5º posto nel Gruppo B)                         | roster |
| 1970     | Bucarest                                 | 9º posto (3º posto nel Gruppo B)                          | roster |
| 1971     | Ginevra, Berna, Lyss e La Chaux-de-Fonds | 10º posto (4º posto nel Gruppo B)                         | roster |
| 1972     | Bucarest                                 | 13º posto (7º posto nel Gruppo B)                         | roster |
| 1973     | Paesi Bassi                              | 15º posto (1º posto nel Gruppo C)                         | roster |
| 1974     | Lubiana                                  | 13º posto (7º posto nel Gruppo B)                         | roster |
| 1975     | Sofia                                    | 15º posto (1º posto nel Gruppo C)                         | roster |
| 1976     | Aarau e Bienne                           | 11º posto (3º posto nel Gruppo B)                         | roster |
| 1977     | Tokyo                                    | 12º posto (4º posto nel Gruppo B)                         | roster |
| 1978     | Belgrado                                 | 14º posto (6º posto nel Gruppo B)                         | roster |
| 1979     | Galați                                   | 12º posto (4º posto nel Gruppo B)                         | roster |
| 1981     | Val Gardena                              | 14º posto (6º posto nel Gruppo B)                         | roster |
| 1982     | Klagenfurt                               | 12º posto (4º posto nel Gruppo B)                         | roster |
| 1983     | Tokyo                                    | 12º posto (4º posto nel Gruppo B)                         | roster |
| 1985     | Friburgo                                 | 15º posto (7º posto nel Gruppo B)                         | roster |
| 1986     | Puigcerda                                | 17º posto (1º posto nel Gruppo C)                         | roster |
| 1987     | Canazei                                  | 10º posto (2º posto nel Gruppo B)                         | roster |
| 1989     | Oslo e Lillehammer                       | 9º posto (1º posto nel Gruppo B)                          | roster |
| 1990     | Berna e Friburgo                         | 8º posto                                                  | roster |
| 1991     | Lubiana, Bled e Jesenice                 | 10º posto (2º posto nel Gruppo B)                         | roster |
| 1992     | Praga e Bratislava                       | 10º posto                                                 | roster |
| 1993     | Monaco di Baviera e Dortmund             | 9º posto                                                  | roster |
| 1994     | Bolzano, Canazei e Milano                | 11º posto                                                 | roster |
| 1995     | Stoccolma e Gävle                        | 10º posto                                                 | roster |
| 1996     | Vienna                                   | 12º posto                                                 | roster |
| 1997     | Helsinki, Tampere e Turku                | 12º posto                                                 | roster |
| 1998     | Lubiana e Jesenice                       | 21º posto (5º posto nel Gruppo B)                         | roster |
| 1999     | Oslo, Hamar e Lillehammer                | 12º posto                                                 | roster |
| 2000     | San Pietroburgo                          | 10º posto                                                 | roster |
| 2001     | Colonia, Norimberga e Hannover           | 15º posto                                                 | roster |
| 2002     | Dunaújváros e Székesfehérvár             | 22º posto (3º posto nella I divisione - Gruppo B)         | roster |
| 2003     | Zagabria                                 | 20º posto (2º posto nella I divisione - Gruppo B)         | roster |
| 2004     | Oslo                                     | 20º posto (2º posto nella I divisione - Gruppo A)         | roster |
| 2005     | Debrecen                                 | 17º posto (1º posto nella I divisione - Gruppo A)         | roster |
| 2006     | Riga                                     | 11º posto                                                 | roster |
| 2007     | Mosca e Mytišči                          | 14º posto                                                 | roster |
| 2008     | Québec e Halifax                         | 8º posto                                                  | roster |
| 2009     | Berna e Kloten                           | 11º posto                                                 | roster |
| 2010     | Colonia, Mannheim e Gelsenkirchen        | 9º posto                                                  | roster |
| 2011     | Bratislava e Košice                      | 6º posto                                                  | roster |
| 2012     | Helsinki e Stoccolma                     | 8º posto                                                  | roster |
| 2013     | Stoccolma e Helsinki                     | 10º posto                                                 | roster |
| 2014     | Minsk                                    | 12º posto                                                 | roster |
| 2015     | Praga e Ostrava                          | 11º posto                                                 | roster |
| 2016     | Mosca e San Pietroburgo                  | 10º posto                                                 | roster |
| 2017     | Colonia e Parigi                         | 11º posto                                                 | roster |
| 2018     | Copenaghen e Herning                     | 13º posto                                                 | roster |
| 2019     | Bratislava e Košice                      | 12º posto                                                 | roster |
| 2020     |                                          | Competizioni annullate a causa della pandemia di COVID-19 |        |
| 2021     | Riga                                     | 13º posto                                                 | roster |

## Risultati ai Giochi olimpici invernali
| Edizione | Sede                   | Piazzamento |        |
| -------- | ---------------------- | ----------- | ------ |
| 1920     | Anversa                | n/d         |        |
| 1924     | Chamonix               | n/d         |        |
| 1928     | Sankt Moritz           | n/d         |        |
| 1932     | Lake Placid            | n/d         |        |
| 1936     | Garmisch-Partenkirchen | n/d         |        |
| 1948     | Sankt Moritz           | n/d         |        |
| 1952     | Oslo                   | 9º posto    | roster |
| 1956     | Cortina d'Ampezzo      | n/d         |        |
| 1960     | Squaw Valley           | n/d         |        |
| 1964     | Innsbruck              | 10º posto   | roster |
| 1968     | Grenoble               | 11º posto   | roster |
| 1972     | Sapporo                | 8º posto    | roster |
| 1976     | Innsbruck              | n/d         |        |
| 1980     | Lake Placid            | 11º posto   | roster |
| 1984     | Sarajevo               | 12º posto   | roster |
| 1988     | Calgary                | 12º posto   | roster |
| 1992     | Albertville            | 9º posto    | roster |
| 1994     | Lillehammer            | 11º posto   | roster |
| 1998     | Nagano                 | n/d         |        |
| 2002     | Salt Lake City         | n/d         |        |
| 2006     | Torino                 | n/d         |        |
| 2010     | Vancouver              | 10º posto   | roster |
| 2014     | Soči                   | 12º posto   | roster |
| 2018     | Pyeongchang            | 8º posto    | roster |